# Panamerikanische Spiele 2019/Leichtathletik – 4 × 400 m der Männer
Die 4-mal-400-Meter-Staffel der Männer bei den Panamerikanischen Spielen 2019 fand am 10. August im Villa Deportiva Nacional in der peruanischen Hauptstadt Lima statt.
32 Läufer aus acht Ländern traten zu dem Lauf an. Die Goldmedaille gewann die Staffel aus Kolumbien nach 3:01,41 min, Silber ging an die Vereinigten Staaten mit 3:01,72 min und die Bronzemedaille gewann Trinidad und Tobago mit 3:02,25 min.

## Rekorde
Vor dem Wettbewerb galten folgende Rekorde:
| Weltrekord        | Vereinigte Staaten Andrew Valmon, Quincy Watts Harry Reynolds, Michael Johnson | 2:54,29 min | Weltmeisterschaften in Stuttgart, Deutschland | 22. August 1993 |
| Rekord der Spiele | Jamaika Michael McDonald, Greg Haughton Danny McFarlane, Davian Clarke         | 2:57,97 min | Panamerikanische Spiele in Winnipeg, Kanada   | 30. Juli 1999   |

## Ergebnis
10. August 2019, 16:54 Uhr
| Platz | Bahn | Land                    | Athleten                                                        | Zeit (min) |
| ----- | ---- | ----------------------- | --------------------------------------------------------------- | ---------- |
|       | 8    | Kolumbien               | Jhon Perlaza Diego Palomeque Jhon Solís Anthony Zambrano        | 3:01,41 SB |
|       | 5    | Vereinigte Staaten      | Mar’yea Harris Michael Cherry Justin Robinson Wilbert London    | 3:01,72    |
|       | 7    | Trinidad und Tobago     | Dwight St. Hillaire Jereem Richards Deon Lendore Machel Cedenio | 3:02,25    |
| 4     | 4    | Dominikanische Republik | Luis Charles Juander Santos Luguelín Santos Leonel Bonon        | 3:05,64    |
| 5     | 3    | Kuba                    | Leonardo Castillo Leandro Zamora Raydel Rojas Yoandys Lescay    | 3:05,87 SB |
| 6     | 6    | Jamaika                 | Rusheen McDonald Romel Lewis Terry Thomas Javon Francis         | 3:06,83    |
| 7     | 9    | Bahamas                 | O’Jay Ferguson Alonzo Russell Andre Colebrook Jeffery Gibson    | 3:09,96    |
| 8     | 1    | Venezuela               | Kelvis Padrino Alberto Aguilar Usvard Zulueta Omar Longart      | 3:10,65    |
|       | 2    | Peru                    |                                                                 | DNS        |